# Microberlinia brazzavillensis
Microberlinia brazzavillensis är en ärtväxtart som beskrevs av Auguste Jean Baptiste Chevalier. Microberlinia brazzavillensis ingår i släktet Microberlinia och familjen ärtväxter. IUCN kategoriserar arten globalt som sårbar. Inga underarter finns listade i Catalogue of Life.